# AIMP
O AIMP (Artem Izmaylov Media Player) é um player de áudio gratuito para Windows e Android, desenvolvido originalmente pelo desenvolvedor russo Artem Izmaylov (russo : Артём Измайлов, tr. Artyom Izmajlov). A primeira versão do AIMP, apelidada de "AIMP Classic", foi lançada em 8 de agosto de 2006. O AIMP foi inicialmente baseado na biblioteca de áudio BASS. A versão 3 adicionou um novo mecanismo de áudio e suporte completo ao ReplayGain e reformulou os efeitos de transparência da interface da biblioteca de músicas.

## Recursos
O AIMP pode reproduzir muitos tipos de arquivos, incluindo MP3, AAC, Dolby AC-3, Ogg Vorbis, Opus, Speex, Windows Media Audio, Apple Lossless, FLAC, WAV e CDs de áudio .
O AIMP também pode reproduzir muitos outros formatos de áudio, como o Monkey's Audio (APE), o Lossless Audio Kompressor (TAK) de Tom e True Audio, Áudio DTS, MP1, MP2, Musepack, OptimFROG, WavPack, MIDI, Impulse Rastreador, MO3, MOD, Módulo MultiTracker, S3M, e Fasttracker 2 Extensão Módulo.
O AIMP suporta as interfaces de áudio DirectSound, ASIO e WASAPI e usa processamento de áudio de 32 bits para o equalizador de 18 bandas e efeitos sonoros integrados (Reverb, Flanger, Chorus, Pitch, Tempo, Eco, Speed, Bass, Enhancer, Removedor de Voz).
Entre outros recursos, o AIMP oferece a capacidade de carregar todo o arquivo de mídia, que está sendo reproduzido atualmente, na RAM do computador (atualmente as opções permitem que arquivos de mídia com tamanho de até 250 MB sejam carregados na RAM automaticamente no início da reprodução; o arquivo é excluído da RAM novamente depois que a reprodução terminar).
A vantagem disso é que a reprodução sem interrupções é quase garantida, mesmo em máquinas mais lentas e antigas, e mesmo em tarefas multitarefas pesadas com programas exigentes, que podem ler ou gravar continuamente de e para as unidades do computador, desde que o arquivo reside inteiramente na RAM e, portanto, sempre pode ser acessado pelo programa sem demora.
Outros players comuns, como o Winamp, podem ler os arquivos de mídia em pedaços a tempo de serem reproduzidos em plataformas com recursos limitados. O tamanho de byte desses blocos pode ser ajustado de alguns kilobytes a 16 megabytes. Esse carregamento fragmentado pode gerar interrupções durante a reprodução, incluindo os ruídos de clique que podem ocorrer como resultado dessa interrupção.
Assim como as mídias offline armazenadas em HDDs locais ou outras mídias ou dispositivos, o AIMP também pode armazenar em cache até 60 segundos os fluxos de rádio da internet na RAM, o que garante uma reprodução contínua do rádio na internet, mesmo quando a conexão com a internet está abrandando repentinamente devido a outros downloads funcionando ao mesmo tempo ou se ocorrer um uso pesado repentino de vizinhos ou colegas de apartamento enquanto você estiver ouvindo o rádio da web. Uma desvantagem dessa função é que a troca de canal é mais lenta, pois o buffer é preenchido pela primeira vez até pelo menos 25% antes do início da reprodução (ou seja, com 60 segundos de cache selecionado, a música leva até 15 segundos para começar a tocar).

Outras características
- LastFM Scrobbler
- Criação de marcador e fila de reprodução
- Várias listas de reprodução, uma por guia
- Suporte de folha CUE
- Reproduzindo arquivos de mídia de até 250 MB diretamente da RAM
- Captura de fluxo de rádio na Internet
- Suporte ao modo multiusuário
- Interface multilíngue
- Teclas de atalho (teclas de atalho locais e globais configuráveis)
- Lista de reprodução e editor de tags
- Organizador de arquivos da biblioteca de áudio e pesquisa
- Despertador/Desligamento automático
- Suporte para plug-ins e skins

## Prêmios
- Em 6 de setembro de 2007, o editor da Softpedia , Ionut Ilascu, atribuiu ao AIMP Classic 2.02 Beta uma classificação de 4 de 5 estrelas.
- Em 6 de novembro de 2009, os editores da CNET também atribuíram ao AIMP2 uma classificação de 4 entre 5 estrelas.
- Em 23 de setembro, 2016, Techradar editor Cat Ellis classificou AIMP4 no 2º lugar dos melhores players de música gratuitos de 2016.

## Aviso de fraude de terceiros
Os desenvolvedores do AIMP alertam em seu site oficial que existe uma fraude em andamento por parte dos fraudadores desconhecidos por trás do site aimp2.us, que não tem conexão alguma com a equipe de desenvolvimento do AIMP, e pedem aos seus usuários que não doem dinheiro a esse falso local.  AIMP é um programa freeware e, como tal, é oferecido gratuitamente aos usuários.